# IZUMO1
IZUMO1 (англ. Izumo sperm-egg fusion 1) – білок, який кодується однойменним геном, розташованим у людей на короткому плечі 19-ї хромосоми. Довжина поліпептидного ланцюга білка становить 350 амінокислот, а молекулярна маса — 38 930.
| 10         |  | 20         |  | 30         |  | 40         |  | 50         |
| ---------- |  | ---------- |  | ---------- |  | ---------- |  | ---------- |
| MGPHFTLLCA |  | ALAGCLLPAE |  | GCVICDPSVV |  | LALKSLEKDY |  | LPGHLDAKHH |
| KAMMERVENA |  | VKDFQELSLN |  | EDAYMGVVDE |  | ATLQKGSWSL |  | LKDLKRITDS |
| DVKGDLFVKE |  | LFWMLHLQKE |  | TFATYVARFQ |  | KEAYCPNKCG |  | VMLQTLIWCK |
| NCKKEVHACR |  | KSYDCGERNV |  | EVPQMEDMIL |  | DCELNWHQAS |  | EGLTDYSFYR |
| VWGNNTETLV |  | SKGKEATLTK |  | PMVGPEDAGS |  | YRCELGSVNS |  | SPATIINFHV |
| TVLPKMIKEE |  | KPSPNIVTPG |  | EATTESSISL |  | QPLQPEKMLA |  | SRLLGLLICG |
| SLALITGLTF |  | AIFRRRKVID |  | FIKSSLFGLG |  | SGAAEQTQVP |  | KEKATDSRQQ |
|            |  |            |  |            |  |            |  |            |

A: Аланін

C: Цистеїн

D: Аспарагінова кислота

E: Глутамінова кислота

F: Фенілаланін

G: Гліцин

H: Гістидин

I: Ізолейцин

K: Лізин

L: Лейцин

M: Метіонін

N: Аспарагін

P: Пролін

Q: Глутамін

R: Аргінін

S: Серин

T: Треонін

V: Валін

W: Триптофан

Кодований геном білок за функцією належить до фосфопротеїнів. 
Задіяний у таких біологічних процесах, як запліднення, альтернативний сплайсинг. 
Локалізований у клітинній мембрані, мембрані.